# Georg Dieck
Georg Dieck (né à Zöschen près de Mersebourg en 1847 et mort dans cette même ville le 21 octobre 1925) est un entomologiste et botaniste allemand.

## Éléments biographiques
Après des études secondaires à Naumburg, Georg Dieck étudie les sciences naturelles à Iéna, où il est l'élève et l'assistant de Ernst Haeckel. En 1870, il fonde à Zöschen, sa ville natale, un vaste arboretum, où sont cultivées plus de 6 000 espèces d'arbres et arbustes différentes.
Dieck a réalisé des expéditions en Corse (1868), dans les Montagnes Rocheuses (1888), dans le Caucase (1891) et en Espagne (1892), où il a récolté des insectes, des plantes à fleurs et des mousses, parmi lesquelles de nouveaux taxons, comme Orthotrichum cupulatum var. baldacii. D'autres voyages l'ont mené en France, en Italie, en Sicile, au Maroc, dans les Balkans et en Turquie.
En 1900, sa collection de 450 variétés de roses sauvages été montrée à l'Exposition universelle de Paris. Certaines d'entre elles ont été acquises par l'Europa-Rosarium de Sangerhausen.
Il est l'auteur de nombreux articles scientifiques décrivant de nouveaux taxons et a introduit plusieurs espèces en culture en Occident, parmi lesquelles Ulmus pumila L. var. arborea Litv., originaire du Turkestan.
Dieck était membre de la Société entomologique de France. Ses collections entomologiques sont conservées à l'Université Martin-Luther de Halle-Wittenberg (Coléoptères du monde), au Muséum national d'histoire naturelle de Paris et au Musée d'histoire naturelle de Londres (Lépidoptères de Turquie).

## Œuvre
- (de) Die Moor- und Alpenpflanzen (vorzugsweise Eiszeitflora) des Alpengartens Zöschen bei Merseburg und ihre Cultur, 	National Arboretum und Alpengarten, Zoeschen bei Merseburg, Halle a. S., Ehrhardt Karras, 1899, 61 p. (1. Auflage) ; 88 p. (2. verm. und verbess. Aufl.).

## Éponymie
Plusieurs taxons végétaux sont nommés en hommage à Dieck, notamment une Rosacée Acaena dieckii (pt), Campanula dieckii (sv), Hypnum dieckii Renauld & Cardo, une mousse, Brachythecium dieckii, une Brassicacée Bornmuellera dieckii Degen, et un érable hybride Acer × dieckii.